# Síla
A síla (szanszkrit) vagy szíla (páli) a buddhizmusban a nemes nyolcrétű ösvény hármas felosztásából az egyik, amely egyben a hármas gyakorlat közül a második páramitá. Ez a magaviseleti útmutató segít a buddhista gyakorlónak a harmónia elérésében, illetve abban, miképp tartózkodjék az erőszaktól és a másoknak való ártástól. Tulajdonképpen a szenvedés (dukkha) megszüntetésének a gyakorlatai közé tartozik. Erényként, helyes magaviseletként, moralitásként és előírásként szokás jellemezni.
A síla belső, tudatos és szándékos etikai viselkedésforma az egyén saját elkötelezettségének mértékében, ahogyan a megvilágosodás útján halad előre. A szanszkrit és páli szíla szó etikai iránymutatás az egyén belső világával és emberi kapcsolataival kapcsolatban. Tehát nem moralitást jelent, amely távol áll a történelmi Buddha által tanított fogalomtól. Valójában a buddhista magyarázó szövegek a sílát más szavakkal szokták leírni: "harmónia" vagy "koordináció".
A síla az is jelenti, hogy az egyén teljes szívvel elkötelezi magát az üdvös cselekedeteknek. A gyakorló számára a síla kétféleképpen is lényeges: helyes "kivitelezés" (Karitta), és helyes "elkerülés" (varitta). A síla előírások tiszteletben tartását "hatalmas ajándékként" (mahadana) tartják számon, mert az bizalmat, tiszteletet és biztonságot teremt az egyén környezetében. Ez azt jelenti, hogy ez az egyén nem jelent veszélyt más ember életére, tulajdonára, családjára, jogaira vagy jólétére.

## Asílakülönböző szintjei
A sílának különböző szintjei vannak elhivatottságtól függően. A legalapvetőbb az öt fogadalom. A nyolc fogadalom (vagy nyolc erkölcsi fogadalom) már megfelel az aszketizmus alapvető erkölcseinek, a tíz erény pedig az újonc szerzetesek fogadalmában, valamint a vinaja és a prátimoksa teljes beavatási fogadalmában szerepel. A világi emberek általában csupán az öt fogadalmat gyakorolják, amely az összes buddhista iskolában teljesen megegyezik.

### Az öt erény
Az öt fogadalom (panycsa-síla) nem parancs formájában van megadva, hanem gyakorlati leírásként szerepel. Ez egy ajánlás, ami segít az egyén számára, hogy boldogságban élhessen, aggodalomtól mentesen és képes legyen meditálni. Ezek:
- Az öléstől való tartózkodás (ahimsza)
- A lopástól való tartózkodás (asztéja)
- Az erkölcstelen élettől való tartózkodás (brahmacsarja)
- A hamis beszédtől való tartózkodás (szatja)
- A tudatra ható anyagoktól való tartózkodás (szurámatta)

### A nyolc erkölcsi fogadalom
Különleges alkalmakkor, például elvonulások alkalmával, a világi emberek vállalkozni szoktak szigorúbb fogadalmakra, általában 24 órán keresztül. A nyolc erkölcsi fogadalom az öt erényen túl további erkölcsi megkötéseket tartalmaz. Ezek a megkötések a szerzetesi szabályok közül vannak. A nyolc erkölcsi fogadalomban a harmadik szabály szigorúbb szexuális magatartást ír elő, amely egyben nőtlenséget is jelent.
A nyolc erkölcsi fogadalom kiegészítő szabályai
- A napi egyszeri étkezés (dél után szilárd ételt nem szabad fogyasztani)
- Az ünnepléstől való tartózkodás (éneklés, táncolás, zenélés)
- A kényelmes hely(zet)ek kerülése (parfüm, kozmetikumok és díszes kiegészítők használatának kerülése)

### A tíz erkölcsi fogadalom
Az újonc szerzetesek a tíz erkölcsi fogadalmat teszik érkezésükkor. Ez a nyolc erkölcsi fogadalmat kettővel egészíti ki:
- tartózkodni a magas ülésektől és a kényelmes, puha ágyaktól
- nem szabad elfogadni pénz vagy ékszert